# María Esther Herranz
María Esther Herranz García (Logroño, 3 de julio de 1969) es una profesora, política española, diputada del Parlamento Europeo por parte del Partido Popular Europeo y vicepresidenta de la Comisión de Medioambiente, Salud Pública y Seguridad Alimentaria (ENVI).
Durante su estancia en el Parlamento Europeo, Herranz García formó parte de la Comisión de Agricultura y Desarrollo Rural y de su Comisión de Derechos de la Mujer e Igualdad de Género. También fue suplente de la Delegación en la Comisión Parlamentaria Mixta UE–Chile.

## Biografía
- 1993: Licenciatura en Geografía (Universidad de Zaragoza), especialidad Geografía Física.
- 1994: Máster en Ordenación del Territorio y Medio Ambiente (Universidad de Valencia).
- 1998: Máster en gestión de residuos.
- Postgrado en Gestión Ambiental (Escuela de Organización Industrial).

## Carrera política
- 1997-1999: Consultor ambiental.[3]
- 1996-2000: Presidenta de la Comisión de Medio Ambiente del PP de La Rioja.[3]
- Desde 1999: Miembro del Comité Ejecutivo de la delegación riojana del PP.[3]
- 1999: Presidenta de la Comisión de Acción Exterior de la Delegación Riojana del PP.[3]
- Desde 2002: Miembro del Comité Ejecutivo Nacional del PP.[3]
- 1999-2002: Asesor en el Gabinete del Presidente de la Comunidad Autónoma de La Rioja.[3]
- 2002-2019, 2024: Miembro del Parlamento Europeo.[3][5]